# Denkanikottai
Denkanikottai là một thị xã panchayat của quận Dharmapuri thuộc bang Tamil Nadu, Ấn Độ.

## Nhân khẩu
Theo điều tra dân số năm 2001 của Ấn Độ, Denkanikottai có dân số 19.331 người. Phái nam chiếm 52% tổng số dân và phái nữ chiếm 48%. Denkanikottai có tỷ lệ 63% biết đọc biết viết, cao hơn tỷ lệ trung bình toàn quốc là 59,5%: tỷ lệ cho phái nam là 70%, và tỷ lệ cho phái nữ là 57%. Tại Denkanikottai, 14% dân số nhỏ hơn 6 tuổi.